# Walenty Orpiszewski
Walenty Orpiszewski (zm. 1589) – duchowny katolicki, spowiednik królewny Jadwigi Jagiellonki.
Pochodził z Koźmina Wielkopolskiego. Był prałatem, kanclerzem i altarystą nieistniejącej już dziś kolegiaty św. Marii Magdaleny w Poznaniu.
8 stycznia 1573 objął – z polecenia prepozytora wrocławskiej kapituły, Hieronima Rozdrażewskiego – probostwo parafii w Ołtaszynie koło Wrocławia. Ceniony za gospodarność przez biskupów Andreasa von Jerina i Kaspara von Logaua (zbudował, częściowo na własny koszt, plebanię, owczarnię, stajnię i piekarnię), nie ustrzegł się jednak sankcji archidiakona Theodora Lindanusa za to, że mieszkańcy Ołtaszyna uchylali się od przyjmowania Komunii Świętej.
Urząd proboszcza w Ołtaszynie pełnił do śmierci w 1589.